# Lordi
I Lordi sono un gruppo heavy metal finlandese, noto per la teatralità ispirata al cinema horror che costituisce il tema principale dell'immagine del gruppo e dei testi delle canzoni. Il nome del gruppo deriva dal soprannome del cantante, Tomi Putaansuu, detto appunto Mr. Lordi. Ogni membro è mascherato da mostro e ha un proprio soprannome; per questa ragione i Lordi non vengono mai fotografati senza i costumi di scena. Musicalmente e visivamente, il gruppo è particolarmente ispirato ad un heavy metal anni ottanta di artisti come Alice Cooper, W.A.S.P. e Twisted Sister dal punto di vista scenico.
I Lordi sono diventati famosi a livello mondiale grazie alla loro vittoria all'Eurovision Song Contest 2006 come rappresentanti della Finlandia. La vicenda ha sollevato varie critiche sia da parte di alcuni finlandesi, che avrebbero preferito essere rappresentati da un cantante folk, sia da alcuni greci che non avrebbero voluto la band ad Atene. A dispetto di ciò i Lordi sono riusciti a vincere con un ampio scarto la finale del 20 maggio 2006 con la canzone Hard Rock Hallelujah. I Lordi sono stati la prima band hard rock a vincere il concorso, dal momento che l'Eurovision è normalmente associato con la musica pop e Schlager. Questa è stata la prima vittoria della Finlandia in 45 anni di partecipazione. Sempre nello stesso anno si sono esibiti come artisti di chiusura agli MTV Europe Music Award.

## Storia del gruppo
Il gruppo cominciò la sua attività nel 1992, con l'uscita del primo demo. I Lordi erano una one man band, dato che l'unico componente, Mr. Lordi, creava personalmente il materiale con l'aiuto di un computer nell'attesa di trovare nuovi musicisti. Precedentemente, Mr. Lordi suonava in un gruppo orientato all'heavy metal, ma decise di abbandonarlo perché i membri della band volevano indirizzarsi al thrash metal in stile Pantera. Fino al 1997 il gruppo si consolidò musicalmente e visivamente, completando maschere e costumi. I Lordi dovettero aspettare alcuni anni per trovare un contratto con una casa discografica, ma nel 2002 firmarono per la BMG Finland che li fece esordire con il loro primo singolo, Would You Love a Monsterman?, e con il loro album d'esordio intitolato Get Heavy.
Sia l'album che il singolo ebbero un ottimo successo: il primo restò al primo posto per sei settimane nella classifica finlandese e il secondo vinse il disco di platino a sole due settimane dall'uscita. Nel 2004 uscì il secondo album, The Monsterican Dream. Il disco, come il primo, venne distribuito dentro i confini della Finlandia, situazione che ebbe fine nel 2005 quando la casa discografica decise di creare una compilation di canzoni dai primi due album per saggiare il mercato europeo. Le tracce selezionate dalla Sanctuary Records per il Regno Unito formarono così The Monster Show.

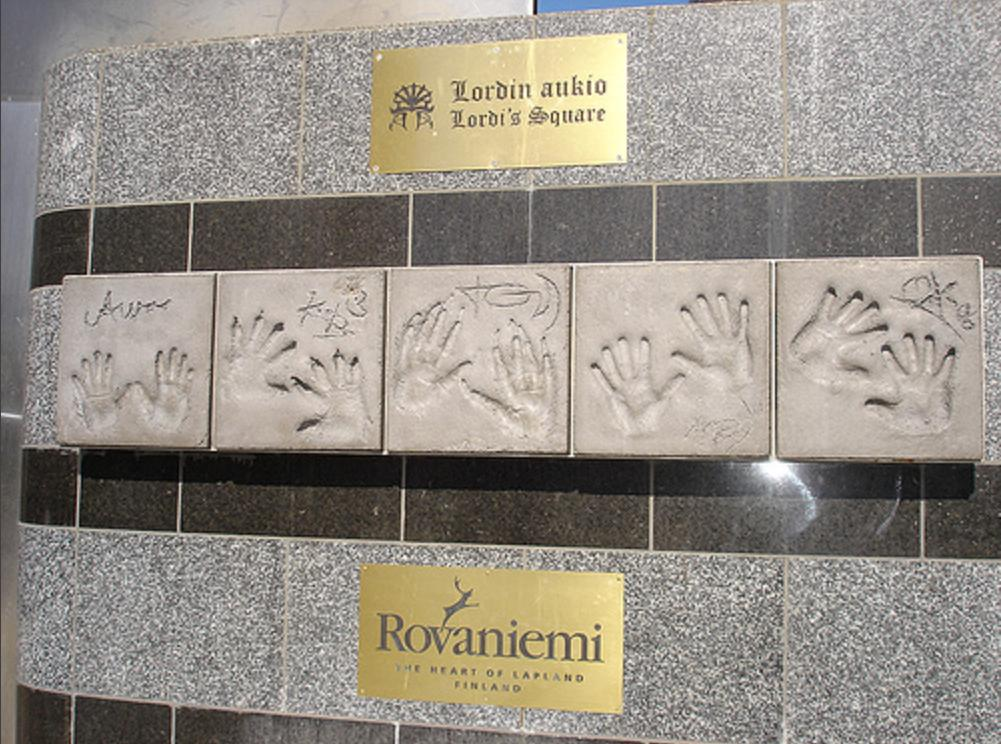
Impronte nel cemento lasciate dai Lordi

Nel 2006 rappresentarono la Finlandia all’Eurovision Song Contest, svoltosi ad Atene, con il brano Hard Rock Hallelujah: il gruppo vinse il concorso con 292 punti totali. Nello stesso anno uscì The Arockalypse, neologismo che sta per "apocalisse rock", contenente il brano vincitore del concorso. Quell'anno, a Rovaniemi, la piazza Sampo-aukio venne rinominata in Lordin Aukio, dove i membri della band hanno affondato le loro mani nel cemento e hanno lasciato le impronte di queste ultime e successivamente firmato sempre nel cemento.

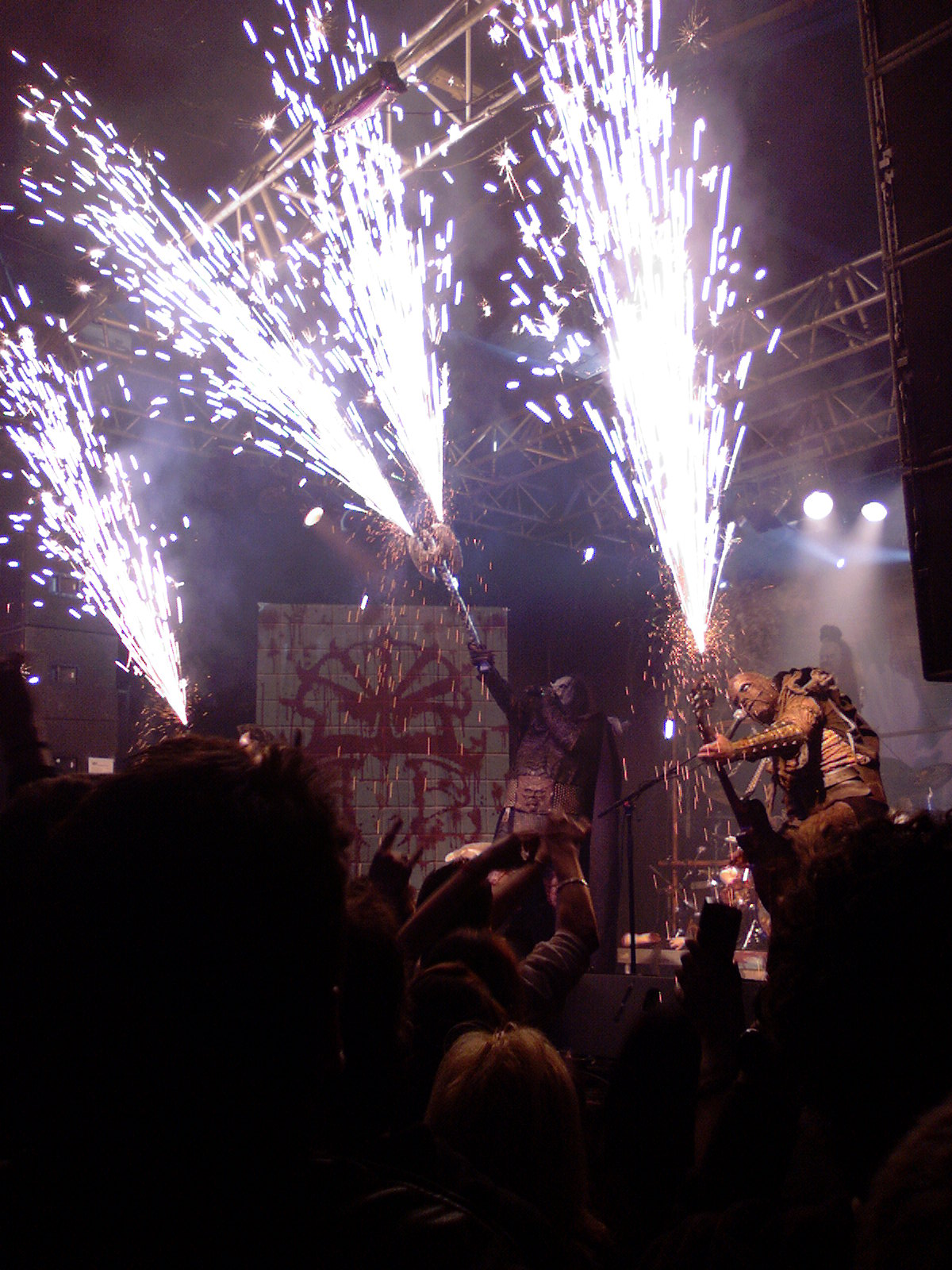
I giochi pirotecnici sono un elemento abituale dei concerti dei Lordi

Nel 2007, come tradizione, aprirono la finale dell'Eurovision Song Contest di Helsinki con il brano vincitore. Nel 2008 uscì l'album Deadache. Il 15 settembre 2010 venne pubblicato in Europa, Giappone e USA un nuovo album intitolato Babez for Breakfast. Il 9 agosto 2010 uscì il primo singolo dell'album, ovvero This Is Heavy Metal. Il 4 ottobre dello stesso anno venne annunciato sul loro sito ufficiale che Kita, il batterista, non avrebbe più fatto parte della band, poiché quest'ultimo aveva deciso di intraprendere una carriera musicale senza il costume, cosa che la band non poteva accettare.
Il 26 ottobre viene presentato il nuovo batterista Otus, che in finlandese significa "creatura". Il 15 febbraio 2012, tramite il proprio sito ufficiale, il gruppo ha annunciato la prematura morte del batterista Otus.
Il 25 luglio 2012 i Lordi annunciano tramite il loro sito ufficiale che la tastierista Awa non farà più parte della band, facendo la sua ultima apparizione in pubblico nello show del 10 agosto dello stesso anno, in occasione del ventesimo anniversario del gruppo. Il 3 settembre 2012 esce la raccolta Scarchives Vol. 1, che include Bend Over and Pray the Lord album di inediti registrato nel 1997, ma mai pubblicato. Il 17 dicembre 2012 i Lordi tramite il loro sito ufficiale annunciano i nuovi membri della band, Mana come batterista e Hella come tastierista. L'album To Beast or Not to Beast viene pubblicato il 1º marzo 2013.
Il 31 ottobre 2014 viene pubblicato l'album Scare Force One. Nell'estate 2015 la tastierista Hella viene, temporaneamente sostituita da Nalle, che si mostró al pubblico con un costume da orsacchiotto ispirato a Freddy Fazbear. Il 16 settembre 2016 viene pubblicato l'album Monstereophonic: Theaterror Vs. Demonarchy; particolarità dell'album è l'essere un mezzo concept album: gli ultimi otto brani dell'album, infatti, sono collegati tra loro.
Il 25 maggio 2018 pubblicano il loro nono album in studio Sexorcism, descrivendolo il più controverso della loro carriera. A marzo 2019 il bassista OX annuncia che terminati i concerti programmati per l'estate 2019 uscirà dal gruppo per seguire altri progetti musicali. Il 5 maggio 2022 viene rilasciato un comunicato ufficiale sulla pagina Facebook che annuncia l'uscita di Amen dalla formazione a causa di dissidi interni fra i membri della band.

## Formazione

### Componenti attuali
- Mr. Lordi – voce (1992-presente)
- Kone – chitarra (2022-presente)
- HIISI – basso (2019-presente)
- Hella – tastiere (2012-presente)
- Mana – batteria (2012-presente)

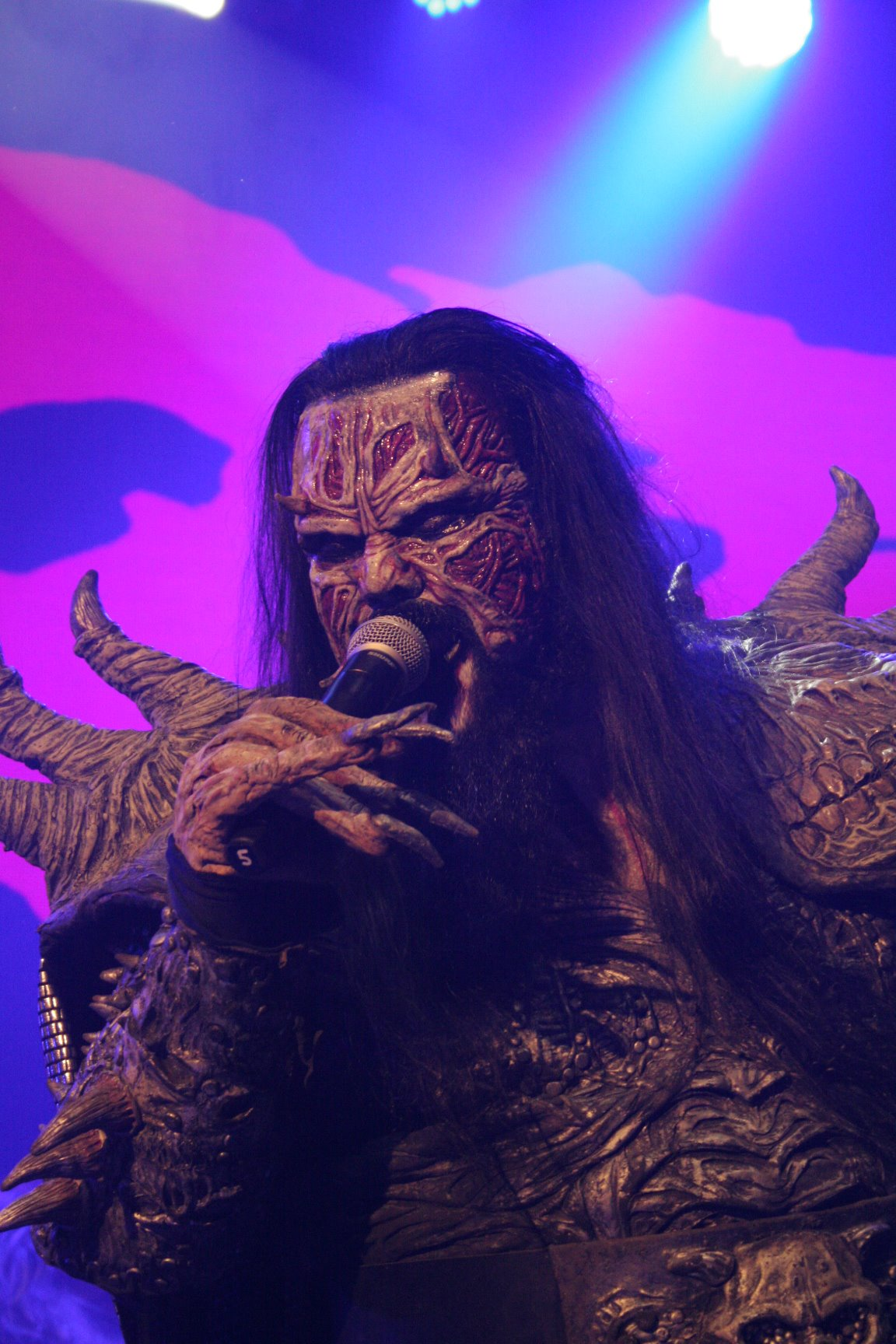
Mr. Lordi
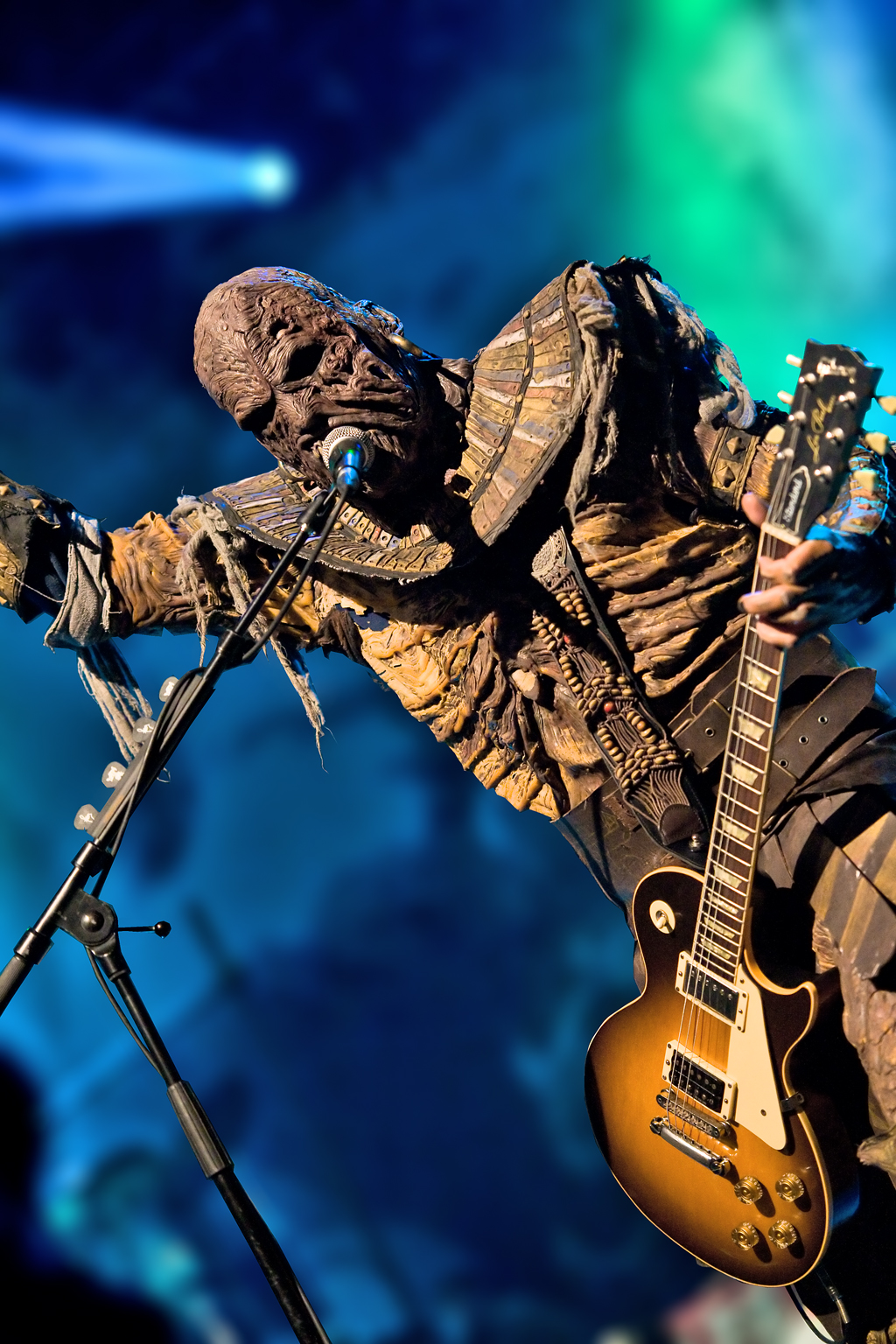
Amen
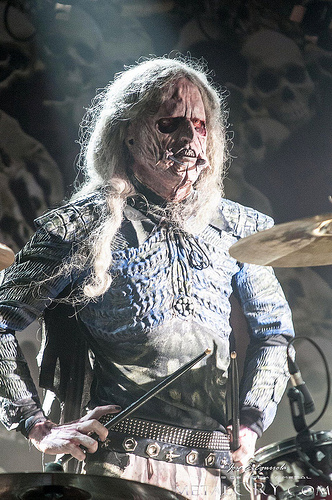
Mana
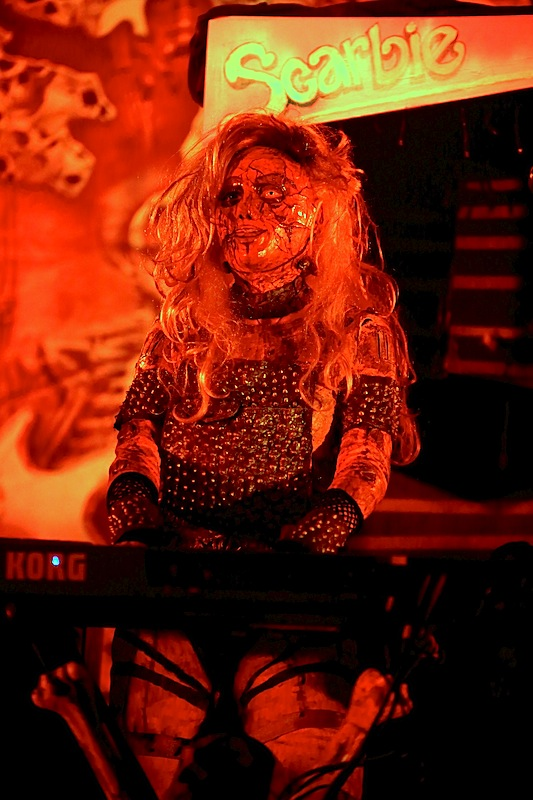
Hella

### Ex componenti
- Amen – chitarra (1996-2022)
- G-Stealer – basso (1996-1999)
- Magnum – basso (1999-2002)
- Kalma – basso (2002-2005)
- Enary – tastiere (1997-2005)
- Awa – tastiere (2005-2012)
- Kita – batteria (2000-2010)
- Otus – batteria (2010-2012)
- Nalle - tastiere (2015) sostituta temporanea di Hella
- OX - basso (2005-2019)

## Discografia
- 2002 – Get Heavy
- 2004 – The Monsterican Dream
- 2006 – The Arockalypse
- 2008 – Deadache
- 2010 – Babez for Breakfast
- 2013 – To Beast or Not to Beast
- 2014 – Scare Force One
- 2016 – Monstereophonic: Theaterror Vs. Demonarchy
- 2018 – Sexorcism
- 2020 – Killection
- 2021 – Lordiversity
- 2023 – Screem Writers Guild
- 2025 – Limited Deadition

## Filmografia
- The Kin, regia di Lauri Haukkamaa (2004)
- Dark Floors, regia di Pete Riski (2008)
- Monsterman, regia di Antti Haase (2014)